# Seth Barnes Nicholson
Pour les articles homonymes, voir Nicholson.
Seth Barnes Nicholson (12 novembre 1891 – 2 juillet 1963) était un astronome américain. Il est né à Springfield, dans l'État de l'Illinois. Il fit ses études à la Drake University, où il se découvrit une passion pour l'astronomie.

## Biographie
En 1914 à l'observatoire Lick de l'université de Californie à Santa Cruz, tandis qu'il observait Pasiphaé, une lune de Jupiter récemment découverte, il en découvrit une nouvelle : Sinopé, dont il calcula l'orbite pour sa thèse de doctorat en 1915.
Il passa toute sa carrière à l'observatoire du Mont Wilson, où il découvrit trois autres lunes joviennes : Lysithéa et Carmé en 1938, puis Ananké en 1951, et enfin un astéroïde troyen, (1647) Ménélas. Il calcula également les orbites de plusieurs comètes, ainsi que celle de Pluton.
Sinopé, Lysithéa, Carmé et Ananké furent nommées « Jupiter IX », « Jupiter X », « Jupiter XI » et « Jupiter XII » par leur découvreur. Leurs noms actuels ne leur ont été attribués qu'en 1975, Nicholson s'étant toujours refusé à proposer des noms.
À l'Observatoire du mont Wilson, sa tache principale concernait l'activité solaire, et il produisit pendant des décennies des rapports sur l'activité des taches solaires. Il participa également à un certain nombre d'expéditions destinées à observer des éclipses, notamment afin de mesurer la luminosité et la température de la couronne solaire.
Au début des années 1920, Nicholson et Edison Pettit réalisèrent les premières observations systématiques des objets célestes dans l'infrarouge. Ils utilisèrent une thermocouple à vide pour mesurer les radiations infrarouges et en déduire la température de la Lune (ce qui conduisit à la théorie selon laquelle la Lune était couverte d'une fine couche de poussière agissant comme un isolant), ainsi que la température de planètes, des taches solaires et d'étoiles. Leurs mesures de température des étoiles géantes les plus proches amenèrent aux premiers calculs de diamètre des étoiles.
De 1943 à 1955, il fut également rédacteur des Publications of the Astronomical Society of the Pacific, dont il fut président deux fois.
Il est décédé à Los Angeles.

## Honneur
L'astéroïde (1831) Nicholson porte son nom.